# Navas de Bureba
Navas de Bureba è un comune spagnolo di 34 abitanti situato nella comunità autonoma di Castiglia e León.